# عقد 1220 هـ
عقد 1220 هـ هو الفترة بين عام 1220 إلى 1229 في التقويم الهجري، أي العشر سنوات الثالثة من القرن الثالث عشر الهجري.